# Kunta Kinte
Kunta Kinte é o personagem central do romance "Roots: The Saga of an American Family" escrito pelo autor norte-americano Alex Haley. O livro virou uma minissérie de televisão em 1977 de muito sucesso e conquistou ao longo de seus 12 episódios cerca de 71% da audiência americana, com quase 100 milhões de telespectadores que acompanharam a minissérie. É considerada um dos fenômenos televisivos mais importantes de todos os tempos na história da televisão americana. Foi indicada a 37 prêmios Emmy, ganhou nove.
Em 2016 foi feita uma nova versão com grande elenco que conta com Laurence Fishburne, Forest Whitaker, Anna Paquin, Jonathan Rhys Meyers, Anika Noni Rose, Chad Coleman;e Erica Tazel. Com produção de Will Packer, Mark Wolper e LeVar Burton (protagonista da série original), a obra recebeu seis indicações ao Emmy 2016. Haley descreveu o seu livro como "facção" - uma mistura de facto e ficção. Depois do livro, Haley se tornou nacionalmente famoso, e o autor americano Harold Courlander observou que a seção que descreve a vida de Kinte foi aparentemente tirado de livro de Courlander O Africano. Haley, no início, rejeitou a acusação, mas depois emitiu uma declaração pública afirmando que o livro Courlander tinha sido a sua fonte, e Haley atribuiu o erro a um dos seus pesquisadores assistentes.

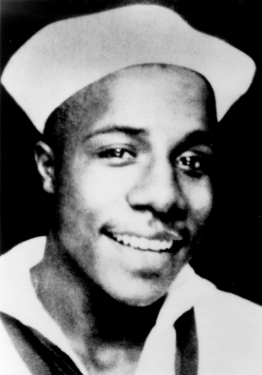
O escritor Alex Haley durante o serviço militar

## Resumo da Trama
Haley começa o romance com o nascimento de Kunta na vila de Juffure, em Gâmbia, na África Ocidental, em 1750. Kunta é o primeiro dos quatro filhos de Omoro Kinte e Binta Kebba, da tribo mandinga. Haley descreve as origens orgulhosas do sobrenome Kinte, a rigorosa educação Muçulmana de Kunta, os rigores do treinamento de iniciação nos caminhos mandinga, os testes de masculinidade por que ele passa, e a cerimônia de circuncisão.
Um dia, em 1767, quando o jovem Kunta Kinte deixa a sua aldeia para procurar madeira para fazer um tambor, que daria de presente ao seu irmão caçula, quatro homens o cercam e o levam cativo. Kunta desperta com os olhos vendados, amordaçado e amarrado, prisioneiro de um caçador de escravos, Garderner, a serviço dos traficantes Slater e Davis.
Haley descreve como eles o humilharam deixando-o nu, sondando-o em todos os orifícios, e marcando-o com um ferro quente. Ele, e outros 169 africanos, são colocados em um navio negreiro para a viagem de três meses para a América do Norte.
Chegando em Annápolis, Maryland, ele é vendido para John Waller e tem o nome mudado para Toby. Como castigo por três fugas, a metade de seu pé direito é amputada. Kunta é então vendido para William Waller, tornando-se jardineiro e cocheiro.
A aversão inicial que os outros escravos sentiam por ele, eventualmente, se transforma em admiração, por sua capacidade de mascarar os seus verdadeiros sentimentos e de resistir às exigências cruéis dos senhores de escravos.
Kunta Kinte, a contragosto, aceita a sua condição e se casa com Bell, uma escrava de serviços domésticos, com quem tem uma filha chamada Kizzy. Kunta Kinte ensina Kizzy a língua e a cultura mandinga, um legado transmitido através das gerações até que Haley ouve de uma criança dos seus parentes. No final do drama vemos Kunta Kinte de luto por sua filha, depois que ela é vendida por ajudar na fuga do seu amado.
Kunta Kinte é retratado de forma heroica, inteligente, talentosa, introspectivo, e corajoso, um guerreiro mandinga.
Em relação ao ponto de vista histórico, a trama é uma ficção que o autor, Haley, se inspirou (copiou) do autor americano Harold Courlander, que posteriormente o processou por plágio, nos Estados Unidos e venceu, tendo chegado a um acordo recebendo uma quantia não revelada. Enfim, a história de Kunta Kinte em Raízes não é uma biografia, é ficção.